# Richard Burckardt
Richard Burckardt (23 de julho de 1901 – 14 de novembro de 1981) foi um político alemão do Partido Democrático Liberal (FDP) e ex-membro do Bundestag alemão.

## Vida
Nas eleições federais de 1961, ingressou no Bundestag pela lista do FDP do estado da Renânia do Norte-Vestfália, da qual foi membro até 1965. De 1963 a 1965, ele foi vice-presidente do Comité de Comércio Exterior do Bundestag.

## Literatura
Herbst, Ludolf; Jahn, Bruno (2002).  Vierhaus, ed. Biographisches Handbuch der Mitglieder des Deutschen Bundestages. 1949–2002 (em alemão). München: De Gruyter - De Gruyter Saur. 1715 páginas. ISBN 978-3-11-184511-1